# Серулешть (Бузеу)
Серулешть, Серулешті (рум. Sărulești) — село у повіті Бузеу в Румунії. Адміністративний центр комуни Серулешть.
Село розташоване на відстані 127 км на північний схід від Бухареста, 37 км на північ від Бузеу, 98 км на захід від Галаца, 91 км на схід від Брашова.

## Населення
За даними перепису населення 2002 року у селі проживали 585 осіб, з них 584 особи (99,8%) румунів. Рідною мовою 584 особи (99,8%) назвали румунську.